# سیارک ۳۷۵۸۸
سیارک ۳۷۵۸۸ (به انگلیسی: 37588 Lynnecox، نامگذاری:1991GA2) سی و هفت هزار و پانصد و هشتاد و هشتمین سیارک کشف شده‌است که در ۱۵ آوریل ۱۹۹۱ کشف شد.